# Декабристы и Церковь
Отношения декабристов с Церковью формировались на фоне особенностей политической и духовной жизни России рубежа XVIII—XIX веков. В их среде были и верующие различных конфессий, и деисты, и материалисты. Вся их сознательная жизнь в той или иной мере проходила в соприкосновении с действовавшими церковными институтами и священнослужителями. Участники декабристского движения — по рождению и по воспитанию — были христианами, но их идеи тираноборчества и планы цареубийства вступали в противоречие с освящённой Церковью неприкосновенностью царской власти — «Несть бо власть, аще не от Бога» — и с одной из основных христианских заповедей — «Не убий!» Начало проводимых с конца XIX века исследований религиозных взглядов декабристов положено работой профессора богословия Харьковского университета протоиерея Тимофея Буткевича, который первым акцентировал внимание на изменениях их отношений с Церковью до и после восстания и приговора.
Драматичный исход событий 14 декабря 1825 года был отражением процессов их личной духовной жизни и, конечно, повлиял на неё в дальнейшем. После разгрома восстания — в крепостях, на каторге и в ссылке — верующие декабристы нашли оправдание своим действиям и утешение в вере, некоторые восприняли произошедшее как грех и раскаялись, а некоторые — утвердились в материалистических взглядах.
Современные исследователи-историки считают, что «нравственность декабристов базировалась на нравственности общечеловеческой, в значительной мере и нравственности религиозной» и что «декабристы и церковь, декабристы и религия, таким образом, — это вставшая в настоящее время проблема. Без христианства нельзя ни понять, ни оценить декабристов».

## Религиозное воспитание
Российская власть и общество того времени по своим установкам были религиозны, что находило отражение в выборе направлений внешней и внутренней политики. Начало царствования Александра I было связано с ожиданием либеральных преобразований — принятия конституции, проведения крестьянской реформы, распространения просвещения. Проявлению признаков кризиса власти и неудовлетворенности общественных надежд сопутствовал и кризис отношений между православной церковью и образованной частью общества, начало которому было положено секуляризаторской политикой эпохи Петра I, превратившей Церковь в один из государственных институтов. Митрополит Иларион (Алфеев) писал о возникновении в Синодальный период «духовной пропасти» между Церковью и либеральными слоями общества, заметное расцерковление и отдаление от православия которых увеличивали разрыв между ними и народом.
Духовенство, в массе своей, по уровню знакомства с новыми течениями в науке и философии уступало образованным дворянам, которые не охладели в вере, но были заинтересованы в разрешении актуальных религиозных вопросов. Протоирей П. Ходзинский писал, что особенности политической и духовной жизни России эпохи начала и победоносного завершения наполеоновских войн связаны, в том числе, и с ростом католического и протестантского влияния, явно заметного в аристократических кругах. В 1813 году для издания и распространения религиозных произведений в Петербурге было учреждено отделение Библейского общества. Изучение и активное обсуждение произведений отечественных и зарубежных писателей и философов, древних и современных духовных книг, впечатления от личного знакомства с общественным устройством европейских стран — всё это повлияло на мировоззрение будущих декабристов. Участник Союза благоденствия, поборник народного просвещения генерал-майор М. Ф. Орлов использовал для распространения своих идей приёмы церковного красноречия. Избранный вице-президентом Киевского отделения Библейского общества, он в своей речи на торжественном собрании 11 августа 1819 года клеймил противников распространения образования, которые себе присваивали «все дары небесные и земные, всякое превосходство, а народу предоставляют одни труды и терпение», в то время как «сам Бог, конечно, допустил Библейское общество довершить перевод Евангелия, как будто бы хотел показать, на чём должно основать общее просвещение». В соответствии с поручением императора «доставить россиянам способ читать Слово Божье на природном своем российском языке» Библейским обществом было осуществлено издание Нового Завета сначала с параллельными славянским и русским текстами, а в 1822 году — его первое полное издание на русском языке.
В. И. Штейнгель на вопрос следствия об истоках его свободного образа мыслей «…от чтения книг или сочинений в рукописях и каких именно?» дал характерный для декабристов ответ: «…27 лет я упражнялся и упражняюсь в беспрестанном чтении. Я читал Княжнина „Вадима“, … Радищева „Поездку в Москву“, сочинения Фонвизина, Вольтера, Руссо, Гельвеция… из рукописных — разные сочинения… Грибоедова и Пушкина… я увлекался более теми сочинениями, в которых представлялись ясно и смело истины, неведение коих было многих зол для человечества причиною… я упражнялся немало и в чтении духовных, церковных и нравственных книг». Церковь начала терять влияние на образованную и мыслящую часть общества.
А. С. Гангеблов в числе причин, побудивших его к вступлению в тайное общество, на второе место поставил «…необразованность белого духовенства… и поступки, несообразные с его высоким предназначением».
А. И. Якубович писал Николаю из крепости, что духовенство «бедно, невежественно и не всегда добродетельно; из сего произошло, что русские, чтя веру и быв истинными христианами, мало уважают духовных своих пастырей, и они никакого влияния не имеют на народ».
Разносторонне образованный просветитель архиепископ (а с 1826 г. — митрополит Московский) Филарет, которого Г. С. Батеньков предлагал ввести в состав будущего Временного правительства, боролся за укрепление авторитета Церкви и её большую независимость от государства и понимал необходимость повышения уровня образования — и духовного, и светского: «Напрасно многие, наскучив учением, оставляют оное, ложно надеясь и без него достигнуть практики…»

### Конфессиональный состав
Принадлежность каждого человека к церкви (вне зависимости от искреннего или формального отношения к религии) была естественной для России того времени. Исследованиями сведений о вероисповедании декабристов занимался профессор С. В. Мироненко. Подавляющее большинство декабристов были православными. Но по происхождению и воспитанию среди них были и принадлежащие к другим христианским конфессиям:
— лютеранам (братья Б. А. и М. А. Бодиско, Вольф, братья В. К. и М. К. Кюхельбекеры, Розен, Тизенгаузен, Торсон, Пестель, Фаленберг, Фохт и другие);
— католикам (Враницкий, Выгодовский, Корнилович, Лаппа, Лунин, Люблинский, братья А. В. и И. В. Поджио, Юшневский)

### Воспитание в семье
Традиционно, домашнее воспитание в России велось в религиозном духе. Об этом писали в воспоминаниях Г. С. Батеньков: «Отец мой был святой человек, в крайней простоте сердца искренне привязанный к церкви… Набожность со всех сторон меня обымала и младенчество почти удвоялось», С. П. Трубецкой: «С младенчества моего вскормлена в сердце моем уверенность, что Промысел Божий ведет человека ко благу, как бы путь, которым он идет, ни казался тяжел и несчастлив…».
Декабрист А. П. Беляев, мать которого была лютеранкой, но детей воспитывала в православии, писал, что среди его товарищей по Морскому кадетскому корпусу много было таких, которые: «…домашним воспитанием были настроены религиозно и часто между нами, единомышленниками, бывали религиозные беседы, весьма сладостно волновавшие сердце и которые питались и укреплялись чтением религиозных книг». В такой же домашней атмосфере почитания евангельских заповедей выросли лютеранин В. К. Кюхельбекер и другие декабристы.
Свидетельством проявления в некоторых семьях более прагматичного подхода к духовному воспитанию служат воспоминания А. И. Герцена, отец которого «считал религию в числе необходимых вещей благовоспитанного человека; он говорил, что надобно верить в священное писание без рассуждений…, что надобно исполнять обряды той религии, в которой родился, не вдаваясь, впрочем, в излишнюю набожность…» В соответствии с такой установкой Герцену пригласили священника давать уроки богословия, «насколько это было нужно для вступления в университет».
Состоятельные дворянские семьи предпочитали отдавать своих детей на воспитание в частные пансионы, в том числе и в основанные эмигрантами. Наиболее известными в Петербурге были католические пансионы — аббата Николя и Иезуитский, а также лютеранский пансион Петришуле. В числе воспитанников католических пансионов (Николя, Жакино, Иезуитского и других) были будущие декабристы А. П. Барятинский, С. Г. Волконский, В. М. Голицын, В. Л. Давыдов, В. А. Мусин-Пушкин, М. Ф. Орлов, И. В. Поджио, П. Н. Свистунов и другие. В Петришуле воспитывались А. Ф. Бриген, А. А. Крюков, М. А. Фонвизин.
Благородный пансион был и при Царскосельском лицее, выпускники которого при поступлении на службу пользовались такими же правами, что и выпускники университетов.

### В учебных заведениях
Религиозное воспитание в учебных заведениях было обязательным. Власти пытались противиться проявлению в России европейского религиозного вольнодумства. Созданное в 1802 году Министерство народного просвещения уже в 1817 году было преобразовано в Министерство духовных дел и народного просвещения, чтобы «христианское благочестие было всегда основанием истинного просвещения». Проведенная реформа образования установила четыре типа учебных заведений: приходские училища, уездные училища, губернские училища или гимназии, университеты. В соответствии с министерским циркуляром во всех училищах преподавался катехизис, Священная история и чтения из Священного Писания, а в Московском университете была открыта кафедра богопознания и христианского учения.
Особую группу составляли учебные заведения для дворянских детей, которых готовили к престижной военной карьере — училища и кадетские корпуса. Военно-учебные заведения находились под особым вниманием царя. Они не подчинялись Министерству народного просвещения, а, в соответствии с рескриптом Александра I от 29 марта 1805 года, управлялись Непременным советом о военных училищах под председательством великого князя Константина Павловича. В число преподаваемых в корпусах предметов входил и Закон Божий. Изучение кадетами нравственных христианских правил и ценностей должно было содействовать их патриотическому воспитанию.
Военные учебные заведения окончили многие из участников движения декабристов:
Морской кадетский корпус (братья А. П. и П. П. Беляевы, братья М. А., Н. А. и П. А. Бестужевы, Д. И. Завалишин, М. К. Кюхельбекер, К. П. Торсон, В. И. Штейгель и другие);
Пажеский корпус (А. С. Гангеблов, В. П. Ивашев, В. С. Норов, П. И. Пестель, П. Н. Свистунов и другие);
1-й кадетский корпус (П. В. Аврамов, А. М. Булатов, Ф. Н. Глинка, А. Е. Розен, К. Ф. Рылеев, В. К. Тизенгаузен и другие);
2-й кадетский корпус (Г. С. Батеньков, П. Ф. Громницкий, И. И. Горбачевский, Н. И. Лорер, В. Ф. Раевский и другие);
Училище колонновожатых (Н. В. Басаргин, братья Н. С. и П. С. Бобрищевы-Пушкины, братья А. А. и Н. А. Крюковы, А. О. Корнилович, А. З Муравьев и другие).
Декабристами стали и воспитанники привилегированных штатских учебных заведений — Царскосельского лицея (В. К. Кюхельбекер, И. И. Пущин) и Московского университета и существовавшего при нём Благородного пансиона (П. Г. Каховский, Н. М. Муравьев, В. Ф. Раевский, С. П. Трубецкой, Н. И. Тургенев, М. А. Фонвизин, А. И. Якубович, И. Д. Якушкин и другие).

### Церкви при учебных заведениях
Практически при каждом учебном заведении была домовая церковь, а в штаты включались священники.
Православные воспитанники Царскосельского лицея ходили в соборную церковь Царскосельского дворца, или в, находившуюся рядом со зданием лицея, Знаменскую церковь. Католики и лютеране исповедовались в действовавших в Царском Селе римско-католическом и лютеранском приходах. Дни лицеистов начинались и заканчивались обязательной молитвой.
Действовавшая при Московском университете с 1791 г. домовая церковь св. Татианы сгорела во время французского нашествия 1812 г. В связи с этим, архиепископ Дмитровский Августин писал министру духовных дел и народного просвещения, что Московская духовная консистория решила передать университету церковь св. Георгия на Красной горке: «…Георгиевскую церковь причислить к Московскому университету со всею в ней утварью и оставшуюся от Татиановской церкви утварь поместить в оную… Нынешних: священника, дьячка и пономаря оставить при георгиевской церкви с получением положенного от университета жалования…»
При строительстве зданий для вновь учреждаемых кадетских корпусов начиналось строительство и его храма, дата освящения которого становилась одним из почитаемых кадетами праздников.
Воспитанники Морского кадетского корпуса до освящения в 1761 г. корпусного храма молились в церкви свт. Николая Чудотворца на Морском полковом дворе. В 1792 г. в церковный штат корпуса, кроме бывшего иеромонаха, включены священник из белого духовенства и лютеранский пастор. После переезда корпуса в перестроенный дворец Миниха, в нём в 1797 г. был освящен храм свт. Павла Исповедника. После наводнения 1824 г. корпусу были выделены средства на обновление пострадавшего церковного интерьера.
В Пажеском корпусе, который с 1810 г. размешался в Воронцовском дворце, кроме православной церкви Рождества Иоанна Предтечи, освященной в 1801 г., была католическая Мальтийская церковь св. Иоанна Иерусалимского, освященная в 1800 г.
Церковь Воскресения Христова в здании 1-го кадетского корпуса была освящена в 1744 г. В 1765 г. церковь была перестроена и освящена во имя Рождества Иоанна Предтечи. В 1810 г. была в отдельном флигеле открыта новая церковь — Воскресения Христова,
При строительстве в 1795—1806 гг. зданий 2-го кадетского корпуса в нём были устроены православная церковь благ. вел. кн. Александра Невского, лютеранская церковь св. Геогргия и каплица для воспитанников-католиков.

## Религиозность
За редкими исключениями, идеологи и участники декабристского движения были искренними христианами, в своих планах и политических декларациях признававшими веротерпимость и свободу вероисповедания. Л. Н. Толстой под впечатлением от воспоминаний Н. П. Огарёва о его встречах с декабристами на Кавказе отмечал «свойственный этим людям христианский мистицизм».
Определённо материалистических взглядов придерживался А. П. Барятинский, который в своем сохранившемся атеистическом стихотворении утверждал: «… Если бы он даже существовал, надо было бы его отвергнуть!»
Глубоко верующими на протяжении всей жизни были Г. С. Батеньков, А. П. Беляев, П. С Бобрищев-Пушкин, Ф. Н. Глинка, В. К. Кюхельбекер, Е. П. Оболенский, А. И. Одоевский, М. А. Фонвизин, В. И. Штейнгель и другие. Лишь несколько человек не ответили утвердительно на вопрос следствия о ежегодном совершении исповеди и причастия. А. П. Беляев был уверен, что для верующего христианина
«священный долг открыто исповедовать веру, несмотря на то, что неверующие или отступники от христианства провозгласят это пошлым, лицемерным, пропитанным постным маслом и ладаном». И. Д. Якушкин честно признавал, что не мог исполнять церковные обряды для проформы: «…не имея истинного убеждения в таинстве причастия, не почитал себе в праве приступить к оному, тем более, что никакие постановления, мне известные в России, не позволяют видеть в исповеди и причастии единственно обряд наружный».
Искренней и воинственной была религиозность С. И. Муравьева-Апостола, который утверждал, что «религия всегда будет сильным двигателем человеческого сердца» и связывал свой протест и неизбежность восстания против самодержавной власти с нарушением царями исконных христианских заповедей. В «Православном катехизисе» — воззвании к солдатам, для которого авторами была использована форма и название составленного в 1821 году архиепископом Филаретом и получившего общецерковное признание катехизиса, — С. И. Муравьев-Апостол и М. П. Бестужев-Рюмин писали, что «избрание Царей противно воле Божией, ибо один у нас Царь должен быть — Иисус Христос».
Верующие декабристы находили в христианстве, если не объяснение, то оправдание делу своей жизни. В прощальном письме жене Рылеев писал: «…как спасительно быть христианином! Благодарю моего создателя, что он меня просветил и что я умираю во Христе». Первый декабрист В. Ф. Раевский, уже в Сибири, подвёл собственный итог: «…Бог видел все… Он труд мой освятил…» Ревностный католик Лунин, одной из причин ухода которого из православия была убеждённость в активном участии именно католической церкви в совершенствовании не только внутреннего мира христианина, но мира внешнего (общественного), в «Письмах из Сибири» в 1836 г. написал о Боге, давшем ему силы не только смириться и терпеть, но и продолжать свою миссию, — «…невидимый хранитель судьбы моей».
Некоторые образованные и почитающие науку декабристы, испытывая сомнения в вере, пытались сочетать религиозные убеждения с воспринятыми ими философскими и естественнонаучными тенденциями того времени. В качестве приемлемой системы они принимали деизм, признавая и божественность акта сотворения природы, и возможность жить в соответствии с совершенствуемыми человеком законами и открываемыми наукой истинами. Н. С. Бобрищев-Пушкин писал о распространённом в Южном обществе деизме, «несмотря на внешность и обряды, к которым принуждала политика начальства и отечественные постановления». Католик П. Я. Чаадаев обращался к православному И. Д. Якушкину: «…невозможно, чтобы ты окончательно остался при том малодушном сомнении, дальше которого деизм шагнуть не может. К тому же естественные науки в настоящее время далеко не враждебны религиозным верованиям».
П. И. Пестель, колебавшийся между верой и неверием и ещё в 1821 году говоривший А. С. Пушкину, что «сердцем я материалист, но разум этому противится», понимал необходимость реорганизации отношений государства и духовного сословия, которое «не должно переставать являть примеры строжайшей добродетели и единственным своим занятием полагать восслание к Всевышнему теплых и благочестивых своих молитв о спасении душ наших», и посвятил этому отдельный раздел «Русской правды». Из переписки Пестеля с родителями следует, что засомневавшись в начале 1825 г. в успехе дела, он обратился к религии и весной после 5-летнего перерыва исповедался и причастился. Приглашённый напутствовать осуждённого руководителя Южного общества перед казнью пастор Рейнбот рассказывал писателю Н. И. Гречу, что, несмотря на попытки оправдаться и жалобы на несправедливость приговора, Пестель «исполнил обряд с благоговением».

М. П. Бестужев-Рюмин писал, что при обсуждении конституционного проекта Южного общества было принято единодушное решение о необходимости поддержки в России «господствующей религии». В итоговом варианте «Русской правды», получившем в 1824 году название «Русская правда или заповедная государственная грамота великого народа российского, служащая заветом для усовершенствования государственного устройства России и содержащая верный наказ как для народа, так и для временного Верховного правления» Пестель сформулировал «Коренные правила в отношении к свободе вероисповеданий и духовных действий»:
- христианская православная грекороссийская вера была признана господствующею верою государства российского;

- все прочие христианские исповедания и все инородные веры дозволялись в России, если они не противоречили российским духовным и политическим законам, правилам нравственности и не нарушали естественных обязанностей человека;

- церковное богослужение определялось как внешняя форма, позволяющая человеку по внутреннему влечению обращаться к Всевышнему и в силу этого почитаться должно церковное богослужение всякой веры;

- собственная (внутренняя) вера или понятие о Боге признавалось личным правом каждого человека, в которое никто не мог вмешиваться, кроме как просвещением и убеждением, а инквизиция в любой форме признавалась недопустимой.
В соответствии с этим Пестель распространял программу религиозной реформы только на преобразование православного церковного богослужения, включённого им «в круг государственных предметов». «Русская правда» определяла белое духовенство как «особое звание, имеющее особые занятия, исполняющее особые должности», признавала его ветвью «чиноначальства» и «самою наипочтеннейшей» частью правительства.
Иное место «Русская правда» отводила черному духовенству. Включив епархии и монастыри в систему государственных учреждений, Пестель счёл, что «монахи не принадлежат к чиноначальству, но составляют особую часть граждан, посвятивших себя жизни особенного рода, правительством дозволенной».

### События 14 декабря глазами священника
Протоиерей Иоанн Виноградов, в мае 1825 года назначенный священником церкви Сошествия Святого Духа Императорской академии художеств, во дворе которой вечером 14 декабря спасались бежавшие с Сенатской площади от картечных залпов через Неву, в своих воспоминаниях описал царившую в городе в день мятежа атмосферу неопределённости и общей растерянности. Священник искренне сочувствовал рядовым жертвам восстания: «Несчастные солдаты! Можно сказать — они невинны! Мне самому клялись они (некоторые), что ничего не знали и даже не понимали, куда и на что вели их начальники». На следующий день он был настолько поражён увиденным на площади, залитой после расстрела кровью, что в записках предпочёл скрыть свой ужас фразой на латыни: «15 декабря была новая присяга… государю Николаю Павловичу. Сердца успокоились. В это день на Петровской площади видел я sanguinis multa signa и смотрел как щекатурили стену, испещрённую пулями».

28 ноября дали мы присягу великому князю Константину Павловичу, яко императору…
С 28 ноября по 14 декабря продолжалась сия сомнительная страшная тишина. 14 декабря пребудет незабвенным для столичных жителей и для России… Утром рано прислана из консистории повестка о том, чтобы духовные собрались в свои церкви в 9 часов и ждали тут распоряжения светского начальства (Слава ангелу-хранителю России, что о таком распоряжении не знали мятежники!). Смущаемый каким-то мрачным предчувствием, в 5 часов сего злополучного утра, отправился я к нашему президенту [президенту Академии художеств Алексею Николаевичу Оленину], в надежде узнать, когда он, как начальник нашего заведения, будет в церковь. На берегу Невы, близ Исаакиевского моста, настиг меня унтер-офицер Финляндского полка и под рукою рассказал мне, что ночью офицеры их были собраны генералом Шеншиным и что-то шумели. Не видевши бед подобных, но из истории зная оные, я боялся и молил Промыслителя, да несёт он мимо отечества горести!... Алексей Николаевич поздравил меня с новым государём Николаем, объявив, что цесаревич отрёкся от престола. После сего, поговорив немного, приказал мне в церкви ожидать его… Все служащие в академии, равно как и все воспитанники собрались в церковь в 9 часов и ожидали начальника до половины второго, - его не было: он в числе вельмож остался во дворце, по причине смутности, происшедшей в войске, как после о том узнали. Между тем мы, в сомнении и нетерпеливости, пошли на берег, в надежде узнать, что делается на той стороне? Страшный шум народа на Петровской площади у памятника Петрова, раздающийся во все концы столицы, был ответом нашему печальному любопытству. Переходящие с той стороны на нашу, изъяснялись перед нами разно: например, один говорил: «цесаревич прибыл, народ у Сената кричит, чтоб и жена его Конституция была царицей», другой: «Михаил Павлович поехал в Сенат; народ поздравляет его с царством!». Так понимала чернь тот обширный замысел, который затевали образованные мятежники!... Шум становился сильнее; вместо прибытия своего г. Оленин прислал приказание идти по квартирам, запереть окна и двери… Вечерело и темнело уже, как дошла до нас печальная весть, что военный генерал-губернатор Михаил Андреевич Милорадович смертельно ранен бунтовщиками, что усовещивали безумцев митрополиты и возвратились без успеха; говорили также, что в толпах сих народов командуют люди странно одетые,  что ранили адъютанта Я. Ив. Ростовцева, Фридерихса, Шеншина и проч. и проч. При сих новостях овладели нами слёзы и боязнь. Приближавшаяся темнота страшила всех вящим несчастием и губительством. Рассыпались картечи, и где безумцы!! Их не стало, только площадь, только Галерная улица, стены Сената… обличали их, укоряли их и оставили вечную память о мятеже!» 

### Осуждённые законом и совестью
Г. В. Вернадский писал, что «утром 14 декабря 1825 года члены тайного общества имели нравственную почву под ногами для своего бунта; к полудню почва эта исчезла. Утром они были в собственных глазах герои и мученики за свободу, подобные древним римлянам; вечером они — в собственных глазах — были только мятежники и злодеи».
По мнению историка В. Д. Юшковского в той или иной степени многие декабристы подвергли себя «осуждению совести».
Последовавшее возвращение к интенсивной духовной жизни характерно для большинства декабристов, оказавшихся сначала в крепостях, а затем и в ссылке. Они просили прислать и читали Библию и другие религиозные книги. По мнению В. А. Жуковского формирование взгляда на своё наказание сквозь призму религиозного чувства преображало внутреннюю жизнь декабристов. Он писал про И. Д. Якушкина, что «его прежнее неверие обратилось в глубокую веру; …он один из тех немногих людей, коим несчастие обращается в спасительный урок».
Лишенные в условиях каторжной тюрьмы Нерчинских заводов возможности ходить в церковь и беседовать с духовником, некоторые из них объединились в религиозную «конгрегацию» во главе с П. С. Бобрищевым-Пушкиным. До 20 членов конгрегации собирались по воскресным дням для чтения и обсуждения Евангелия и других книг Священного писания. Вернувшийся из сибирской ссылки А. Н. Муравьёв в конце 1830-х годов начал упорно работать над переводом Библии на русский язык.
Духовная жизнь и религиозные взгляды отразились в сохранившейся переписке, дневниках, воспоминаниях и произведениях декабристов.
Известны богословские работы М. А. Фонвизина «Краткое обозрение пути, ведущего к Богу, и соединение с ним», «Проповедь на текст послания апостола Павла» и другие. В. К. Кюхельбекер оставил «Толкование на молитву Господню». Среди религиозных мыслей М. С. Лунина в его «Записной книжке» есть и вывод о декабристах: «Можно говорить о заблуждениях и проступках этих апостолов свободы, как Писание говорит о дани, которую отдавали людским слабостям апостолы веры». По инициативе М. С. Лунина декабристы установили на сопке близ Читы памятный крест на могиле сосланного на каторгу и не вынесшего телесных наказаний участника восстания Семёновского полка.
С. П. Трубецкой, не сетуя на собственные ошибки и судьбу, написал в 1848 году из Сибири: «Я слишком много пережил, чтоб желать чьего-либо оправдания, кроме оправдания Господа нашего Иисуса Христа».
Собиравший материалы для задуманного произведения о событиях и людях 14 декабря 1825 года Л. Н. Толстой говорил: «Декабристы были люди религиозные, самоотверженные люди. Всё более и более я их уважаю».

## Пастыри и обители
На индивидуальные судьбы и отношение декабристов к церкви оказывали влияние личности священников, сопутствующих им на протяжении всей жизни.

### Священники
А. П. Беляев, вспоминая священника Морского кадетского корпуса иеромонаха Иова, писал о его благотворном влиянии на воспитанников «одним только божественным словом, с любовию внедряемым в юные сердца». Формированию христианского образа мыслей Ф. Н. Глинки способствовал законоучитель 1-го Кадетского корпуса архимандрит Михаил.
С. И. Муравьев-Апостол считал, что
«русское духовенство всегда было на стороне народа; оно всегда, во времена бедствий нашего отечества, являлось смелым и бескорыстным защитником прав народных».
31 декабря 1825 года на площади в Василькове священник Черниговского полка Даниил Кейзер, понимавший, чем это грозит и ему, и его семье, прочёл восставшим воззвание С. И. Муравьева-Апостола и М. П. Бестужева-Рюмина, облеченное в форму «Православного катехизиса», начинающийся словами: «Во имя Отца, и Сына, и Святого Духа!».
А двумя неделями ранее, 14 декабря, Николай отправил на Сенатскую площадь двух церковных иерархов — митрополитов Серафима и Евгения с не услышанными никем увещеваниями к восставшим: «Воины! Успокойтесь… вы против Бога, Церкви и отечества поступили».
Оппонент С. И. Муравьева-Апостола в споре о возможности использования религиозных чувств для привлечения солдат к заговору — И. И. Горбачевский говорил: «ни священники, ни монахи не могут иметь влияния на русского… они пользуются весьма невыгодным для них мнением между нашими соотечественниками. Скажите, можно ли с русскими говорить языком духовных особ, на которых он смотрит с весьма худой стороны?»
Заключенных в Петропавловскую крепость участников восстания навещали направляемые Николаем священники. Сначала это был протоиерей Петропавловского собора Стахий (Колосов), который в течение двадцати пяти лет до 1809 г. был священником и законоучителем 1-го кадетского корпуса. Образованный и добрый Стахий сочувствовал арестованным. Через некоторое время его заменил официально назначенный духовником священник Казанского собора Пётр Мысловский.
Лютеран навещал пастор церкви св. Анны Фридрих Рейнбот. В воспоминаниях декабристах сохранились в основном доброжелательные отзывы о Мысловском, но некоторые из них подозревали его в служении не только Богу, но и следственной комиссии. Власти интересовались отношением подследственных к церкви. В вопросных пунктах почти каждого декабриста среди первых был вопрос: «Какого вы вероисповедования, ежегодно ли бываете на исповеди и у Святого причастия?» Следствие, с одной стороны, хотело составить социально-духовный портрет участников движения и, с другой стороны, подтолкнуть верующих (в том числе, с помощью тюремных священников) к раскаянию и признательным показаниям. В деле М. И. Муравьева-Апостола приведены его показания: «Каждогодно я бываю на исповеди и у Святых причастиях. По милости Комитета я исполнил сей долг сим Великим Постом — вот что меня заставило открыть все мои преступления все что я знаю на счет тайного общества не щадя никого». В «Разборе донесения тайной следственной комиссии государю императору в 1826 году» Лунин писал позднее о заключенных в казематах крепости: «Священник тревожил его дух, дабы исторгнуть и огласить исповедь». Царь счёл служение Мысловского, который «трудами своими, терпением и отличными способностями действовал с успехом на сердца преступников, многих из них склонил к раскаянию и обратил к вере», достойным ордена св. Анны. Тем не менее, для многих декабристов Мысловский стал другом и истинным духовником. С. И. Муравьёв-Апостол в ночь на 13 июля 1826 года писал брату Матвею Ивановичу об истинно христианском попечении «доброго, почтенного отца Петра, общего нашего духовника» и даже лютеранин Пестель перед казнью попросил у него предсмертного благословения. Через день после казни в Петербурге «на Петровской площади был назначен молебен и очистительное молебствие… Мысловский отпустил образ Казанской Божьей матери на молебствие с другим священником, а сам в то же время надел чёрную ризу и отслужил в Казанском соборе панихиду по пяти усопшим».
Имея в виду позволение Вашего Превосходительства писать в Читу к злополучным чадам моим, с коими соединило меня их несчастие, а с моей стороны христианская и отеческая любовь, я имею честь препроводить при сем не письмо, а целое послание мое к ним. Я заранее уверен, что разговор мой с Читинцами, имеющий целью, дабы поддержать в них дух веры и терпения, по меньшей мере не будет для них отвратен. Смею сказать, что они знают меня всего, и я наоборот насквозь знаю их души и сердца…
 …осмеливаюсь убедительнейше просить Ваше Превосходительство препроводить оное по принадлежности.
.
Многие декабристы на годы сохранили добрые отношения с Мысловским. А. О. Корнилович писал ему из Сибири: «обращаюсь к Вам, имея в душе моей искреннее уважение и признательность, оказанные Вами товарищам моим во время нашего заключения… Вы умели отличить добрые их качества и невзирая на опасность… всегда были для них тем, что можно ожидать от служителя Божия».
В созданный манифестом от 1 июня 1826 г. Верховный уголовный суд вошли три члена Святейшего Синода. Синодальные архиереи — митрополит Серафим, митрополит Евгений, архиепископ Авраам — поддержали смертные приговоры, вынесенные декабристам и только формально отказались от участия в их подписании: «1826 года июля 5 дня нижеподписавшиеся святейшего Синода члены, слушав в Верховном Уголовном суде следствие о государственных преступниках Пестеле, Рылееве и других их сообщниках, умышлявших на цареубийство и введение в России республиканского правления, и видя собственное их во всем признание и совершенное обличение, согласуемся, что сии государственные преступники достойны жесточайшей казни, а, следовательно, какая будет сентенция, от оной не отрицаемся; но поелику мы духовного чина, то к подписанию сентенции приступить не можем».
Архиепископ Филарет, который 19 июля 1826 г. совершил в Московском кремле молебен о чудесном избавлении Николая I от гибели, после участия в коронации был произведен в сан митрополита.
Д. И. Завалишину, считавшему, что архиепископ Филарет, как член Синода, тоже участвовал в суде над декабристами, сам священник, уже будучи митрополитом, говорил: «Бог избавил меня от этого несчастья, … так как для человека вполне совестливого быть беспристрастным судьею в этом деле было крайне затруднительно».
Далеко не все священники оказались «совестливыми» и «беспристрастными»: известный проповедник того времени и законоучитель в учебных заведениях Алексий Иоаннович Малов сравнивал декабристов с «собаками, взбесившимися с жиру».
От оставленных в живых и отправленных на каторгу и поселение декабристов ждали полного раскаяния в содеянном. В 1834 г. митрополит Филарет писал: «из голов, которые почли себя способными перестроить целый мир, скоро ли может выйти вон вся сия огромная дурь без остатка? Сказывают о некоторых, что смирились и занимаются религиею; слава Богу! Но дух покаяния требует, чтобы они признались не в ошибке и заблуждении, в чём и гордость иногда признаётся, а в безумии и преступлении».
Синод осуществлял свой надзор за отправленными в Сибирь декабристами через местные епархии и их священнослужителей. Сосланные в каторжные работы и на поселение оказались на территориях двух церковных епархий — Иркутской и Тобольской.
Главным лицом в епархии был архиерей в сане митрополита, архиепископа или епископа. В годы пребывания декабристов во главе епархий были —
в Иркутской:
1814—1830 — Михаил (Матвей Бурдуков);
1830—1831 — Ириней (Иван Гаврилович Нестерович);
1831—1835 — Мелетий (Михаил Леонтович);
1835—1838 — Иннокентий (Илья Александров);
1838—1854 — Нил (Николай Федорович Исакович);
1854—1856 — Афанасий (Андрей Соколов);
1856—1860 — Евсевий (Евфимий Орлинский);
в Тобольской:
1823—1825 гг. — Амвросий II (Рождественский-Вещезеров);
1829—1831 гг. — Евгений (Казанцев);
1831 — Павел III (Морев-Павлов);
1832—1842 — Афанасий (Протопопов);
1843—1845 — Владимир (Алявдин);
1845—1852 — Георгий (Ящуржинский);
1852—1856 — Евлампий (Пятницкий);
1856—1862 — Феогност (Лебедев);
в выделенной в1834 г. из Тобольской епархии Томской:
1834—1841 — Агапит (Семён Вознесенский);
1841—1853 — Афанасий (Соколов);
1854—1860 — Парфений (Попов).
Некоторые из них оставили заметный след в биографиях сосланных участников движения.
Архиепископ Ириней, известный своим недоброжелательным отношением к ссыльным декабристам, не мог мириться с авторитетом сосланного в Сибирь (без лишения прав) А. Н. Муравьева и назначенного в 1828 г. городничим в Иркутск. Ириней доносил в Петербург о негласных связях городничего с заключенными, находящимися в Петровском заводе. Свои претензии были и у А. Н. Муравьева, который писал, что владыка «есть гонитель внутреннего истинного христианства, не требуя ни покаяния, ни сердечной молитвы…, но токмо наружное хождение в церковь, поклоны, …одни внешние знаки христианства… Если он долго останется здесь, то истребит самое семя истинной религии». Рассмотрение взаимных обвинений на высочайшем уровне привело к удалению архиепископа от управления епархией.
Образованный и внимательный к людям Иркутский архиепископ Нил в своих записках написал о декабристах, сосланных в селения Иркутской губернии:
«в мое время проживали там, в качестве поселенцев, некоторые лица, которых, около 1826 г., судьба кинула на край света, чтобы искупить грехи молодости своей. Беседа с таковыми была взаимно полезною. Утешая верою и упованием на Господа печальных, в собственном деле находил я утешение, видя, что семя слова сеется не втуне. С другой стороны, и утешаемые, духом терпения своего, не раз давали ощущать, как сила Божия в немощи совершается, и как верно то высокое, в ряду существ, значение человека, которое искони приписывалось ему».
Воспоминания и сохранившиеся письма современников свидетельствуют о доверительном отношении С. П. Трубецкого, С. Г. Волконского, А. З. Муравьева, А. В. Поджио к архиепископу Нилу. Раевский, Волконский, Трубецкой и другие поддерживали дружеские отношения и со священником Петром Сперанским (племянником М. М. Сперанского), которого архиепископ Нил назначил в Олонки.
Уважение к декабристам в целом не снимало с главы епархии необходимости наблюдения за церковной жизнью государственных преступников. Когда в 1846 году до архиепископа Нила дошли сведения, что жившие с 1839 года на поселении в Петровском Заводе А. Е. Мозалевский и И. И. Горбачевский «не бывали у исповеди и даже в церкви со времени водворения своего в Завод… и что из уст Горбачевского не раз слышались слова богохульные, обличающие безбожие его», он вменил в заводскому начальству, чтобы «Мозалевский и Горбачевский были обузданы, вразумлены и при содействии тамошних священников расположены к хождению в церковь и к исполнению христианского долга покаяния».
Миссионер и просветитель архимандрит Макарий, основавший по инициативе архиепископа Тобольского Евгения Алтайскую духовную миссию, после знакомства с декабристами привлек к переводу комментариев иностранных авторов к книгам Священного Писания хорошо владеющих европейскими языками М. А. Фонвизина, П. С. Бобрищева-Пушкина, Н. П. Свистунова.
С уважением относились к В. И. Штейнгелю Тобольские архиереи — архиепископ Г. Ящуржинский и архиепископ Афанасий. Последний на вопрос декабриста «с тех пор как существует Комиссия духовных училищ, приметны ли какие успехи в просвещении?» — доверительно ответил: «Никаких… Да правду-то Вам сказать и просвещать-то боятся».
Прогрессивно настроенный протоиерей Стефан Знаменский участвовал (при поддержке архиепископа Афанасия) в открытии И. Д. Якушкиным приходских училищ в Ялуторовске: в 1842 году — для мальчиков, в 1846 году — для девочек. Опыт создания первой в Сибири школы для девочек помог ему при организации аналогичной в Омске, куда он был переведен в 1853 г. Личная дружба связывала Знаменского и с другими декабристами (И. И. Пущиным, М. И. Муравьевым-Апостолом, Е. П. Оболенским, М. А. Фонвизиным), с которыми он переписывался долгие годы. Декабристы по просьбе отца Стефана приняли участие в воспитании его сына — М. С. Знаменского и, заметив в нём талант художника, отправили учиться в Петербург.
В 1852 г. при непосредственном участии декабристов А. М. Муравьева и П. С. Свистунова в приходе церкви Михаила Архангела в Тобольске было открыто училище для девочек, позже преобразованное в женскую гимназию.
Сближению декабристов с приходскими священниками мешали не только боязнь последних вызвать недовольство церковных и гражданских властей, но большое их культурно-образовательное отставание.
В результате официальной ревизии 1847 г. был сделан и представлен в Синод вывод, что духовенство уровнем образования и поступками не соответствует своему сану и назначению.
Настоятель Селенгинского Троицкого монастыря архимандрит Израиль, который посетил Петровский завод во время инспекционной поездки и пытался побудить к декабристов к раскаянию, уехал, убеждённый, что многие из них лучше его разбираются в религиозной догматике. Декабристов, оказавшихся в Читинском остроге, в церковь не водили — на службы в каземат приезжал настоятель Михаил-Архангельской церкви в Чите — Симеон Титов. В 1830 г. при Петровском заводе уже числился собственный священник — Петр Громов, введённый в штат Нерчинского управления «для духовных требований государственных преступников». Завалишин не увидел в нём «ни простого доброго человека, ни человека образованного и умственно развитого». Басаргин в «Записках» писал, что: «в России духовенство могло бы оказать величайшие услуги народной нравственности, если действовало бы согласно своему назначению в этом мире. К несчастью, и особенно в Сибири, не так поступает оно и не по тому направлению следует». Второй священник Ялуторовского собора отец Александр доносил на своего протоиерея Стефана Знаменского, возражая против строительства училища в приходе.
Как об исключении, вспоминал А. П. Беляев о священнике церкви Знаменской слободы отце Петре, ставшим его духовником, что тот «был очень любознателен и развит. Он в течение своей жизни собрал очень порядочную библиотеку и очень любил читать».
Некоторые из связанных с декабристами священников оказались вовлечены в общественную деятельность. Протоиерей нерчинского Воскресенского собора Константин Стуков, знакомство которого с декабристами повлияло на образ его мыслей, был, наряду с Д. И. Завалишиным, в числе активных критиков проводимой властями политики освоения амурских территорий.
Участь И. В. Поджио, заключённого с 1827 по 1834 годы в одиночной камере Шлиссельбургской крепости, пытался облегчить монах-католик Григорий Шимановский.
Контакты с декабристами-католиками Луниным, Юшневским и другими поддерживали иркутские ксендзы. В 1839 г. в Нерчинском заводе была построена католическая часовня. Ксендз Ганицкий, был в числе тех, кто читал, хранил и переписывал работы Лунина. Ксендз Кирияк Филлипович, которому было разрешено навещать Лунина после его вторичного наказания и отправки в Акатуй, привозил книги, вещи и продукты и был посредником в его нелегальной переписке с Волконскими.
Лютеранина М. К. Кюхельбекера в Баргузине в 1851 г. посещал пастор Буцек.

### Монастыри
Связать судьбу декабристов с монастырями попытался уже Николай, который уже в начале следствия заинтересовался возможностью размещения государственных преступников в Соловецком монастыре и распорядился проверить «сколько можно будет в оном поместить арестантов офицерского звания и какое нужно сделать для сего устроение, недорогое, но удобное». Царь одобрил предложенное игуменом монастыря архимандритом Досифеем переустройство здания бывшей иконописной палаты, но потребовал «дом отделать так, чтоб арестанты сидели не вместе, а поодиночке». Верховный уголовный суд на заседании 29 июня 1826 г. рассматривал среди возможных мер наказания подследственным 8 — 11 разрядов отправку в монастыри на сроки от 3 до 15 лет. Досифей торопился со строительными работами, но в связи с отправкой декабристов в Сибирь от перспективы использования соловецкой тюрьмы отказались.
Тем не менее, Николай вспомнил о ней, когда решил наказать декабриста А. С. Горожанского, просидевшего без суда четыре года в Петропавловской крепости. Затем его отправили служить в Оренбургский батальон, но за отсутствием раскаяния в 1831 г. заточили в Соловки. В первом полугодовом рапорте в Синод архимандрит Досифей писал, что Горожанский «ведет жизнь смирную, но в преступлениях своих ни в чём не признается. Примечательно в нём помешательство ума». В состоянии тяжелого психического расстройства декабрист провел в застенках 15 лет и умер 29 июля 1846 г..
Ф. П. Шаховской, осужденный на 20-летнюю ссылку в Туруханский край, с признаками психического заболевания в марте 1829 г. был переведен в Суздаль в тюрьму для «безумствующих колодников» Спасо-Евфимиевого монастыря. Настоятель монастыря архимандрит Парфений писал в мае 1829 г. владимирскому губернатору, что «государственный преступник находится в сильном помешательстве и не принимает пищи». 22 мая того же года Шаховской умер и был похоронен на монастырском кладбище.
Также в Туруханский край был сослан Н. С. Бобрищев-Пушкин, куда он прибыл уже в состоянии депрессии. В 1827 г. он написал просьбу о поступлении в монастырь. Решение удовлетворить просьбу (не снимая с него полицейского надзора) принималось лично царем, о чём свидетельствует предписание Синода архиепископу Иркутскому Михаилу, подписанное, в том числе, и митрополитом Московским Филаретом: «По указу его императорского величества Святейший правительствующий Синод … предписать, что, когда означенный государственный преступник Бобрищев-Пушкин препровожден будет в Туруханский Троицкий монастырь, то, испытав его, чрез кого удобнее и надежнее будет, искреннее ли он имеет побуждение и желание к монастырской жизни, содержать его в оном сообразно тем распоряжениям, какие приняты будут от гражданского начальства к наблюдению за ним, Пушкиным, во время пребывания его в монастыре, и о поведении его рапортовать Святейшему Синоду пополугодно» В Троицком монастыре судьба свела находящегося в состоянии тяжелой депрессии декабриста с необразованным и самодурствующим игуменом Аполлосом, который вскоре был обвинен следствием «во взаимной драке с государственным преступником Бобрищевым-Пушкиным», а также в присвоении казенных денег, лишен священства и изгнан из монастыря. По новому решению Синода Н. С. Бобрищев-Пушкин 10 июля 1828 г. был переведен в Спасский монастырь под Енисейском. Настоятель этого монастыря, выпускник Тобольской семинарии архимандрит Ксенофонт с сочувствием относился к государственному преступнику и в своих обязательных донесениях в Синод, скрывал его политические мысли, объясняя особенности его поведения лишь психическим расстройством.
Монастыри стали местом захоронения для некоторых декабристов:
в Москве в Алексеевском монастыре — Ф. Г. Вишневский, П. Н. Свистунов, в Даниловом монастыре — В. М. Голицын, Д. И. Завалишин, в Донском монастыре — член тайного декабристского «Практического союза» В. П. Зубков, М. М. Нарышкин, в Новодевичьем монастыре — П. И. Колошин, А. Н. Муравьев, М. И. Муравьев-Апостол, М. Ф. Орлов, С. П. Трубецкой;
в Иркутске в Знаменском монастыре — В. А. Бечаснов;
в Нижнем Новгороде в Крестовоздвиженском монастыре — И. А. Анненков;
в Петербурге в Александро-Невской лавре — М. Н. Муравьев, в Сергиевой пустыни — Ф. С. Лутковский, Н. Н. Оржицкий;
в Твери в Жёлтиковом монастыре — Ф. Н. Глинка.
| - В некрополе Новодевичьего монастыря - Могила А. Н. Муравьева - Могила М. И. Муравьева-Апостола - Могила М. Ф. Орлова - Могила С. П. Трубецкого |

### Комментарии
1. ↑  Четвёртый брат, второй по старшинству, Александр Александрович Бестужев воспитывался воспитывался в Горном институте.
2. ↑  Написанный в форме вопросов и ответов катехизис Филарета был одобрен Святейшим Синодом в качестве пособия для преподавания в училищах.
3. ↑  Достоверных сведений о времени перехода Лунина в католичество нет, но его сослуживцы по Гродненскому гусарскому полку помнили его посещения церкви в Варшаве в 1824—1825 гг. — /Ульянов И. Заметки — «Русский архив», 1868, №VI, сс.1032-1038. В Петропавловской крепости, отвечая 02 июня 1826 г. на вопросный пункт о вероисповедании, он ответил: «Греко-российского вероисповедания. На исповеди и у святого причастия не бывал ежегодно» — /Восстание декабристов. Т. III — М.-Л.: Госиздат, 1927. — 448 с.
4. ↑  В сентябре 1824 года при обсуждении назначений в будущем правительстве П. И. Пестель говорил подполковнику А. В. Поджио о своём нежелании быть членом Временного Правления и о намерении после революции стать схимником Киево-Печерской лавры //Восстание декабристов. Т. IV. — М. — Л.: 1927. — С. 144, 160, 183, 212.
5. ↑  В переводе с латинского языка — „многочисленные кровавые следы“
6. ↑  Архиепископ Леонид (Краснопевков), старший викарий митрополита Филарета, писал о встрече с вернувшимся в 1863 году из Сибири Д. И. Завалишиным: «…много говорено с Завалишиным о болезнях времени и о лекарстве — личном подвиге во имя веры» — //Архиепископ Леонид (Краснопевков). Записки московского викария — М.: Изд. Сретенского монастыря, 2012. — 608 с. — С. 486.
7. ↑  В своих воспоминаниях Д. И. Завалишин назвал известного иерея Павского, убеждавшего арестованных заговорщиков давать искренние показания следствию, ибо «государь не хочет никого преследовать, а только хочет всё знать, чтобы из всего извлечь полезные указания о причинах законного неудовольствия и о средствах удовлетворить потребностям государства» — // Записки декабриста Д. И. Завалишина. Части 3-4 — Mǜnchen: J. Marchlewski @ C°, 1904. — С. 27.
8. ↑  О взглядах митрополита Евгения (Болховитинова) позднее свидетельствовал его отклик на смерть А. С. Пушкина: «Он был хороший стихотворец, но худой сын, родственник и гражданин» — // Формозов А. А. Пушкин и древности: Наблюдения археолога — М.: Наука, 1979. — С. 75-76.
9. ↑  Только член Верховного уголовного суда граф Н. С. Мордвинов возражал против смертной казни, доказывая, что приговор противоречил действовавшим тогда законам.
10. ↑  Арестованного ещё в 1822 г. В. Ф. Раевского содержали во время следствия в Тираспольской крепости. 21 марта 1823 г., по поводу оконченного «судного дел», корпусной командир генерал-лейтенант И. В. Сабанеев предложил: «Раевского, как вредного для общества человека, удалить от оного в Ставропигиальный Соловецкий монастырь…» И только 15 октября 1827 г. Николай принял решение о ссылке арестованного в Сибирь вместе с другими декабристами — /В. Ф. Раевский. Материалы о жизни и революционной деятельности. Т. 1 — Иркутск: Вост.-Сиб. кн. изд., 1981, 416 с.
11. ↑  В 1838 году Соловки посещал бывший участник движения декабристов гражданский губернатор Архангельска А. Н. Муравьев
12. ↑  В связи со сносом кладбища Алексеевского монастыря прах П. Н. Свистунова в 1929 году перезахоронен в некрополе Донского монастыря — Лобанов Д. В. Декабристы в некрополе Донского монастыря. — //Вопросы отечественной истории. Сборник статей. — М.: МГГУ им. М. А. Шолохова, 2015. — С. 38—42